# 双峰山国家森林公园
双峰山国家森林公园是位于中国湖北省孝感市东北部、孝昌县境内的一处国家森林公园。所在区域以双峰山旅游渡假区之名列为孝昌县的类似乡级单位，由孝感市双峰山旅游渡假区管委会管理。
双峰山系大别山余脉。主峰双乳峰由两座对峙的山峰组成，相传由七仙女雙乳“仙化”而成。海拔888米，为孝感市第一峰。

## 历史沿革
1958年，在双峰山设立国有双峰林场。1993年，县级孝感市升为地级市，原县级孝感市拆分为孝昌县和孝南区。中共孝感市委、市政府因此将国有双峰林场及周边9个行政村从原行政区划中剥离出来，成立双峰山风景区，由市农委管理。同年，被评为省级森林公园。
2001年4月，中共孝感市委、市政府撤销双峰山风景区，设立双峰山旅游度假区。双峰山旅游度假区度假区工委、管委会作为市委、市政府的县级派出机构，行使管理职能。2005年，中国国家林业局批准为国家森林公园。2008年5月，中国国家旅游局批准为AAAA级风景区。
2024年时，双峰山旅游渡假区的国土面积62.5平方公里，其中山场面积7.8万亩（2017年时为7.5万亩），耕地面积0.63万亩，人口约1.2万人，其中农业人口约1.16万人（2017年时）。有1所完全中学，在校学生408人。另有3所小学。另外，双峰山国家森林公园的土地总面积2.0354万畝。其中，有林地面积1.8449万亩，疏林地面积0.0114万亩，灌木林地面积0.1065万亩,，林业生产辅助用地面积0.0033万亩，水域0.0693万亩。现有森林活立木总蓄积量为11.207立方米，楠竹3万根，森林覆盖率89%。主要树种为马尾松和杉树。

## 管理机构
孝感市双峰山旅游渡假区管委会内设一办三局（党政办公室、旅游发展局、规划建设管理局、社会事务管理局）。
2017年时，有直管五个事业单位（国有双峰林场、农业服务中心、广电服务中心、计划生育服务中心、环卫管理服务中心），后增加一个：双峰中学。
2017年时，市直垂直单位包括公安分局、财政分局、国土资源分局、地税分局、交警中队、司法所、水保站和工商办。2024年时，市直垂直机构有：公安分局、财政分局、国土资源分局、司法所、交警中队、市场监督管理所。

## 景区
双峰山旅游渡假区分为中、东、西三大景观带，景观内容为兵寨文化、汉孝文化、民俗文化和农耕文化。保留有白云古寨、双峰书院、第一泉、回龙寺、石靜宜旧居（石凤翔故居）等景点。当地流传董永与七仙女、孟宗哭竹等传说。
景区已初步建成峡谷探幽、双峰托日、回龙晨钟、林海听涛、古寨烽烟、白云晓月、万兽朝圣等18个景区。现有汽车露营地、12家宾馆等旅游设施。2024年时，接待游客超200万人。

## 行政区划
双峰山旅游渡假区下辖9个行政村，一个国有林场：
涂巷村、滑石村、上湾村、剥岸村、洪益村、梁夏村、肖李村、大砦村、红旗村和国有林场村。